# Corail-Wagen

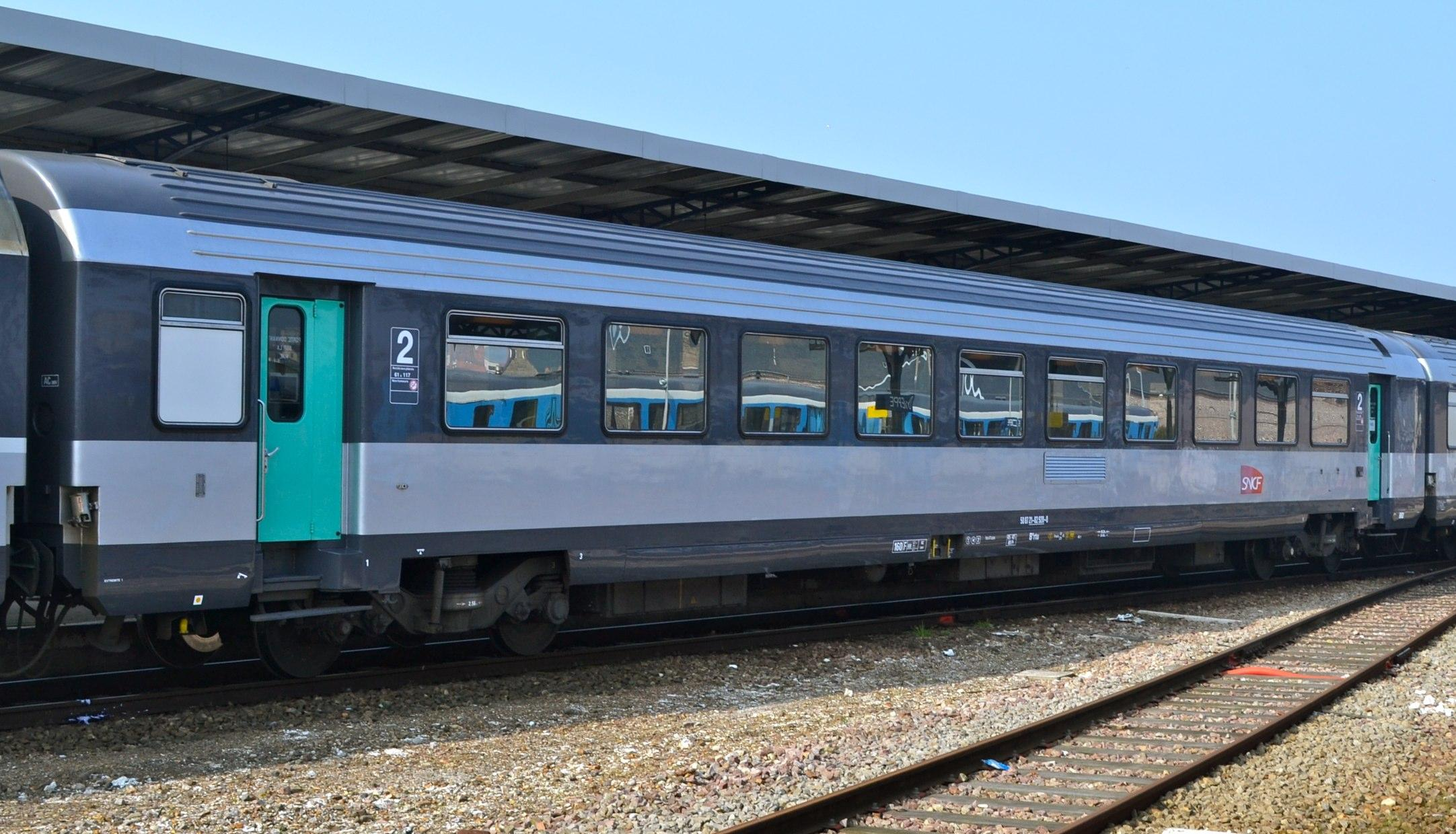
Corail-Großraumwagen (B^{10}rtu) mit Drehfalttüren

Als Corail-Wagen werden von 1975 bis 1984 beschaffte klimatisierte Reisezugwagen der Französischen Staatsbahnen (SNCF) für den nationalen und internationalen Schnellzugverkehr bezeichnet.

## Die neue Wagengeneration

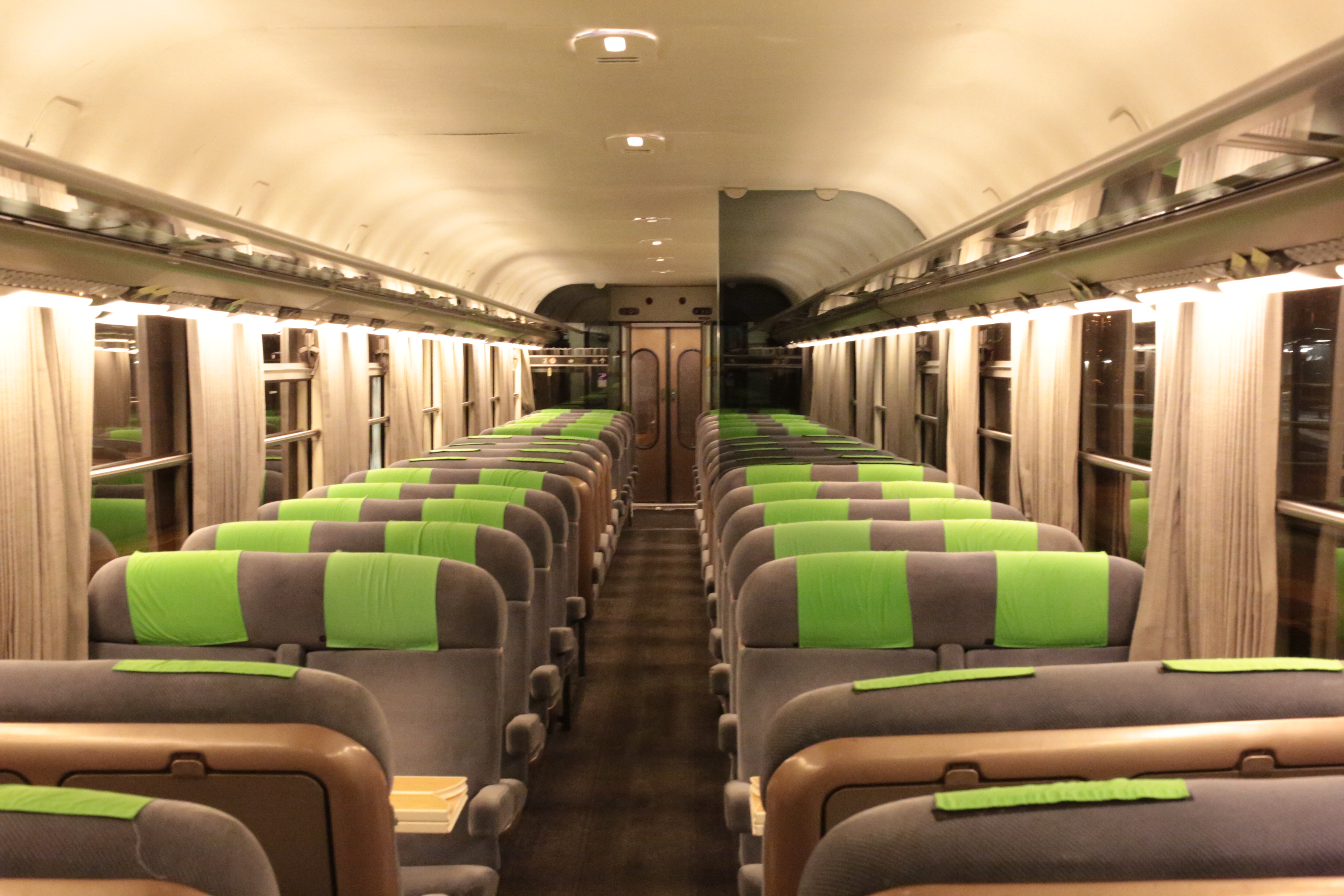
Innenansicht eines modernisierten Corail-Großraumwagens im Intercités-Design

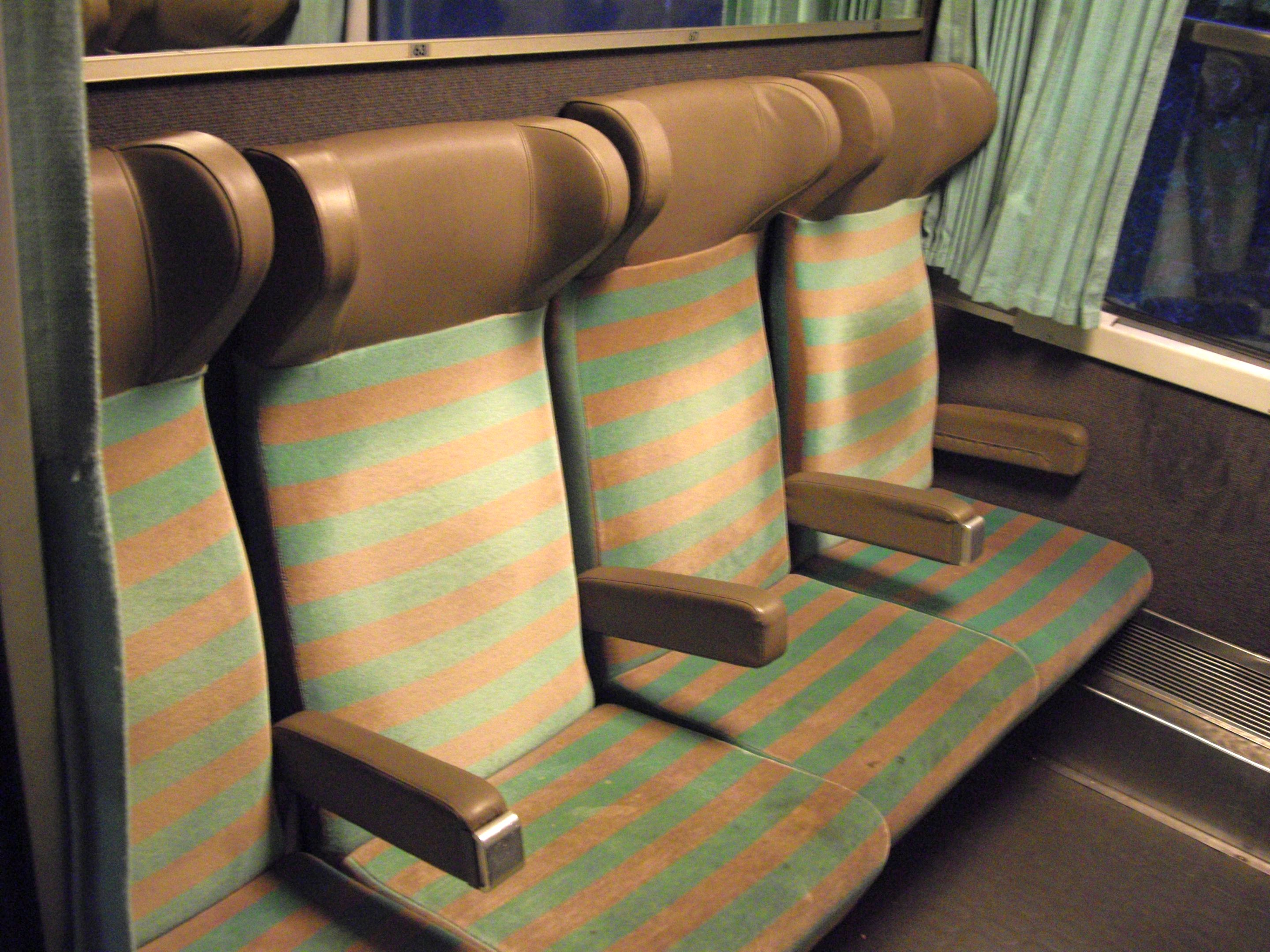
Zweite-Klasse-Abteil in einem Corail-Halbgepäckwagen (B^{6}Dux)

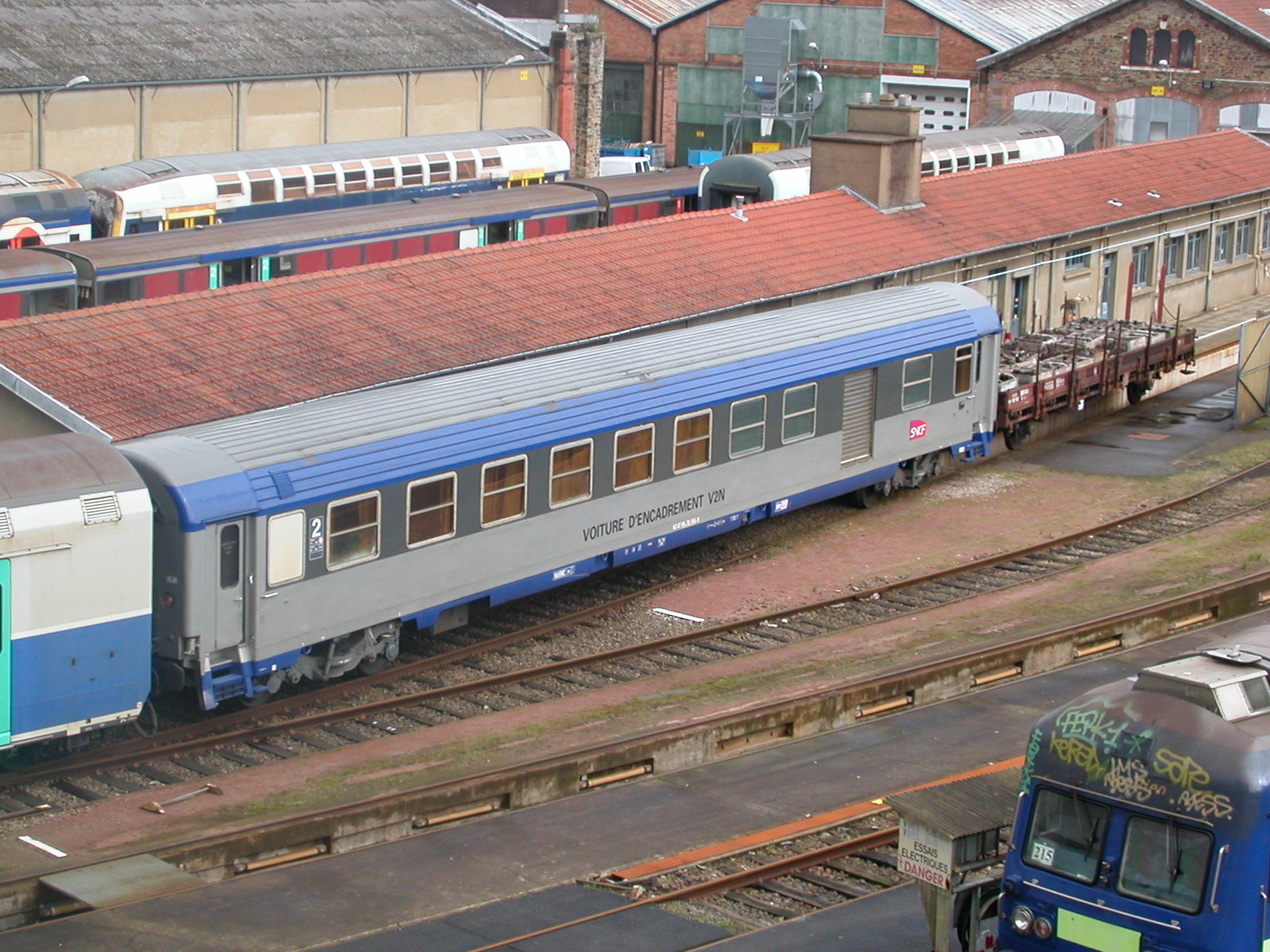
Corail-Halbgepäckwagen, umgebaut zum Schutzwagen für Doppelstockzüge

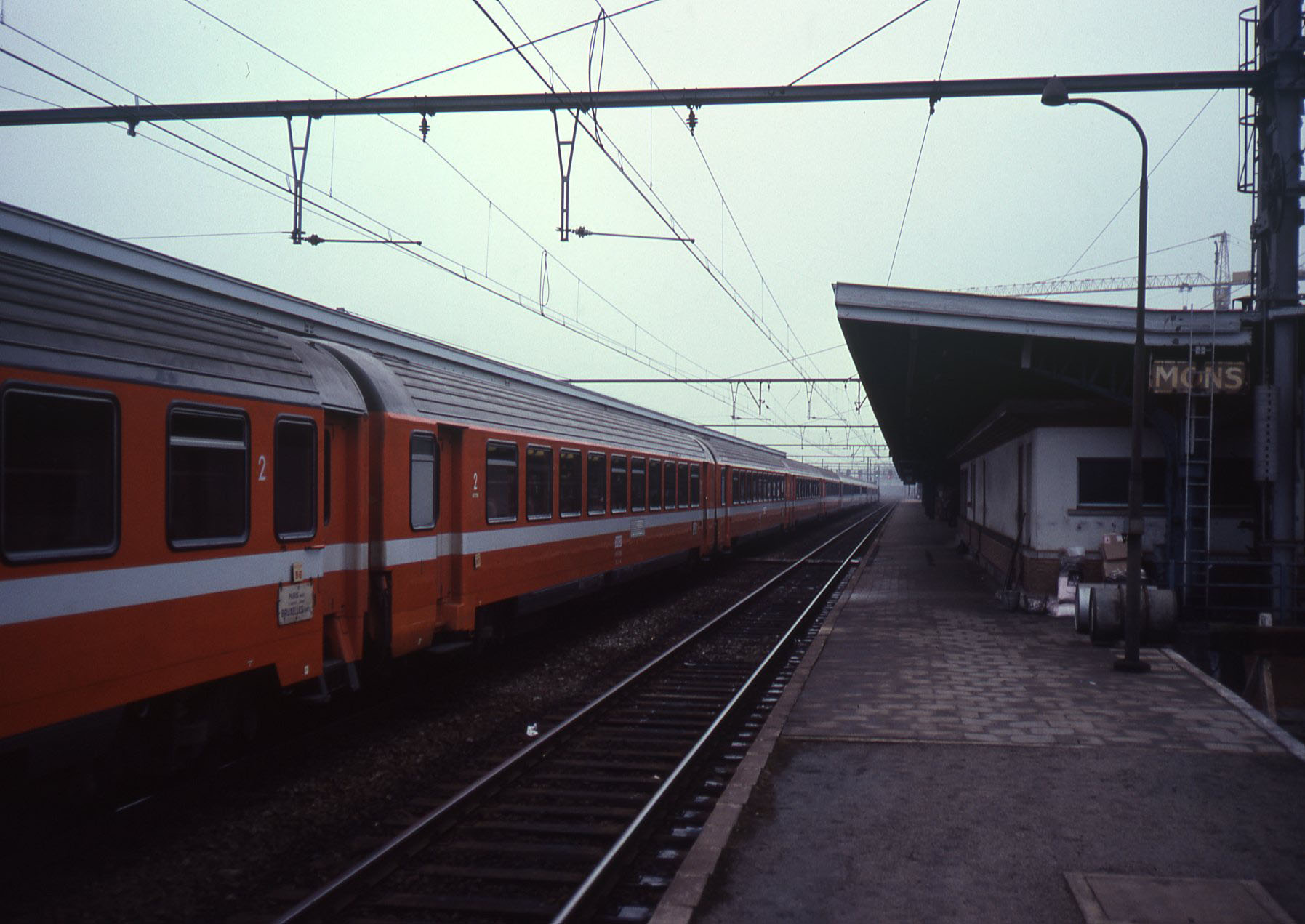
Corail-Wagen in Eurofima-C1-Lackierung

Die ab 1975 in Dienst gestellten Corail-Wagen waren die ersten Wagen in der UIC-Standardlänge von 26 400 Millimeter in Frankreich. Erstmals waren alle Bereiche klimatisiert, auch die zweite Klasse (Ausnahme: Halbgepäckwagen B6Dd2). Sie entsprechen damit der UIC-Spezifikation des Typs Z. Es wurden Großraum- und Abteilwagen beschafft. Markantes Merkmal der ersten Serien dieser Fahrzeuge sind die (zur Wagenlängsachse) eingezogenen Drehfalttüren; bei den letzten Serien wurden stattdessen Schwenkschiebetüren eingebaut. Die Wagen sind für 160 oder 200 km/h zugelassen; die Energieversorgung ist entweder für 1500 Volt Gleich- oder Wechselspannung ausgelegt (Inlandswagen) oder für alle vier genormten europäischen Stromsysteme (Wagen für den internationalen Verkehr).
Bei Auslieferung trugen die Wagen einen Anstrich in Grautönen; die Türen waren orange abgesetzt. Die Korallenfarbe der Türen (fr.: corail) war eine der Interpretationen der Bezeichnung Corail, die sich ansonsten aus Confort sur Rail ableitete. Die Bereiche der ersten Klasse hatten einen gelben Kennstreifen zwischen Dachkante und Fensterband, die der zweiten einen in Grün. Das Barabteil wurde mit einem orangefarbenen Streifen versehen.
Einige Wagen für den Verkehr Paris–Brüssel–Amsterdam wiesen bei Auslieferung noch die orange-lichtgraue Eurofima-C1-Lackierung auf, um mit den ebenfalls auf dieser Strecke eingesetzten Eurofima-Wagen ein einheitliches Erscheinungsbild zu gewährleisten.

### VTU-Serie
Die Großraumwagen wurden als VTU (Voiture tourisme universelle) in den SNCF-Wagenpark eingereiht, die ersten Ausführungen als zehnfenstrige Großraumwagen der Typen B10tu und B11tu (35 in Eurofima-Orange) sowie A5B5tu (die Zahlen bezeichnen die fiktiven Abteile) und A10tu sowie Bistrowagen B5rtux. Die Einstiege der VTU sind vom Wagenende etwas in Richtung Wagenmitte versetzt; die Toiletten befinden sich in den Wagenecken. Ein Teil der Großraumwagen erster Klasse wurde mit Minibar-Stützpunkt gebaut und als A10rtu bezeichnet.

### VU-Serie
Im selben Jahr kamen auch einige Abteilwagen der Bauarten B6Dux-Halbgepäckabteilwagen und A4B6u- und A9u-Abteilwagen (elf Halbpackwagen und zehn gemischtklassige Wagen dieser Serie jedoch in Eurofima-Orange) in den Dienst, die sich von den Eurofima-Wagen nur durch die Dachsickung bis zur Dachkante und die nach innen versetzten Einstiegstüren in Drehfaltbauart unterschieden. Dazu gesellten sich ab 1976 B11u (neun Wagen im Eurofima-Orange) der Serie VU (Voiture universelle) und A11u in Corail-Ausführung. Die Türen der VU-Wagen liegen an den Wagenenden.
Die Serie B11u hatte elf Abteile mit acht Sitzplätzen (ein Teil ebenso im Eurofima-Orange) und die 70 Wagen der Type A11u elf Sechssitzabteile. Diese Wagen wurden 1982 der zweiten Klasse zugeordnet; die Bestuhlung mit sechs Plätzen blieb jedoch. Als Ersatz kamen 100 Exemplare A9u-Wagen in den Verkehr, die in den Abmessungen den Eurofima-Wagen glichen, jedoch typische Corail-Attribute wie das Sickendach und die zur Wagenlängsachse nach innen versetzten Türen trugen. Liegewagen der Bauart B10c10u mit nachtblauem statt grauem Fensterband und ohne Klimaanlage (aber mit UIC-Übersetzfenstern) wurden ab 1978 geliefert. Zusätzlich wurden auch einige A10u-Abteilwagen beschafft. Ebenso wurde eine kleine Serie der Steuerwagen B6Drtux geordert; eine größere Serie folgte 1984.
Gemeinsam mit den Corail-Wagen wurden 1976 Gepäckwagen der Bauart MC 76 sowie 100 Original-Eurofima-Wagen A9VSE (Voiture standard européenne) beschafft und farblich den Corail-Wagen angepasst (bis auf acht VSE in Eurofima-orange).
1978 wurden zudem weitere B11u- und Halbgepäckwagen gekauft. Aber auch Liegewagen der Bauarten A9c9 gehörten zum Lieferumfang an die SNCF.

## Die 1980er Jahre
Alle Corail-Wagen hatten bis dahin Drehfalttüren. Ab 1982 wurden die Großraumwagen nur noch mit Schwenkschiebetüren beschafft. Die ab 1984 gelieferten Liegewagen wurden nun als universelle Bauart AcBc, bei der die Abteile je nach Fahrkarte mit vier Liegen erster oder sechs Liegen zweiter Klasse besetzt wurden, trotz ihres Baujahres weiter mit eingezogenen Drehfalttüren gebaut.
Ab 1984 folgen sogar B12u-Wagen mit acht Sitzen pro Abteil und weitere Fahrzeuge anderer Bauarten.

## Neues Farbdesign

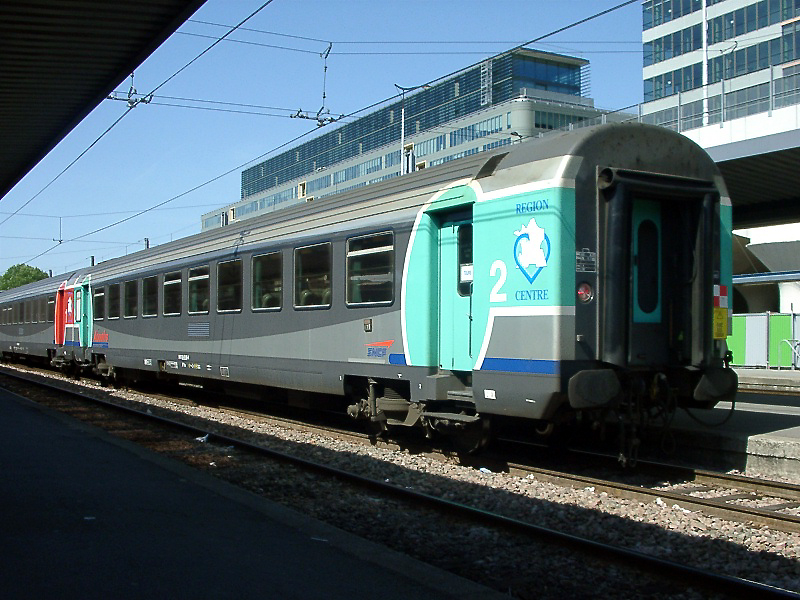
Die neueste Farbvariante der Corail-Wagen in Paris-Austerlitz

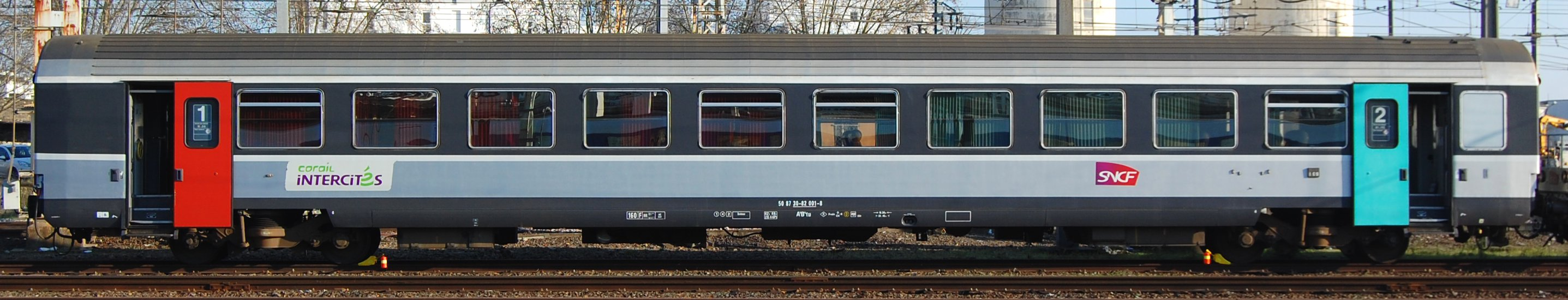
Corail-Wagen (A^{5}B^{5}tu) mit Schwenkschiebtüren im Intercités-Design

Mitte der 1990er Jahre änderte sich der Anstrich der Corail-Flotte. Nach dem Vorbild des erstmals in Frankreich eingeführten Farbschemas vom TGV Atlantique und der dann nun nicht mehr orangefarbenen TGV PSE erfolgte nun ein zweifarbiger Anstrich in silber und grau, wobei das Fensterband wie bei den TGV dunkel lackiert wurde. Das Fensterband wurde nun wie bei den TGV durch einen schmalen weißen Streifen umrandet und so vom restlichen Silbermetallic getrennt. Die verschiedenen Klassen werden ebenfalls wie bei den TGV durch rote Türen (erste Klasse), gelbe Türen (Bistro, Restaurant) und türkisfarbene Türen (zweite Klasse) unterschieden. Im Gegensatz zu den TGV mit blauem Fensterband erhielten die Corail-Wagen jedoch ein dunkelgraues Fensterband. Die Türen waren zunächst zweifarbig mit Farbkennzeichnung nur im Fensterband; dies wurde bald vereinfacht und die Türen wurden vollfarbig in der Klassenkennfarbe lackiert. Eine zufällige Ähnlichkeit war damit zu den EC-Wagen der SBB sowie den früheren Schweizer TEE-Zügen des Typs RAe gegeben, die nach dem Umbau 1989/1990 auch ein hellgrau-dunkelgraues Äußeres aufwiesen.
Ähnlich wie in Deutschland, wo alle Fernverkehrswagen das Farbschema der ICE erhielten, sollte der Fernverkehr mit Corailplus-Zügen (vergleichbar mit dem deutschen InterCity) durch die optische Ähnlichkeit vom Image der TGV profitieren. Nach Umfragen bei den Kunden durch die SNCF wurde jedoch bald festgestellt, dass die Aktualisierung als so trist wie graue Röhren empfunden wurde. Ein neues Konzept auf Basis der Umfragen stellen daher die Téoz-Züge im bunten Design dar, die auf einem Netz von langlaufenden Schnellzugverbindungen (TGN, Trains de génération nouvelle, vergleichbar mit den einstigen InterRegio-Zügen der DB) eingesetzt werden. Hierfür wurden Corail-Wagen der Gattungen B6Du, B11tu und A10u umgebaut.
Ebenso änderte sich das Signet der SNCF jeweils mit der aktuell verwendeten Ausführung auf den Wagen.

## Einsätze

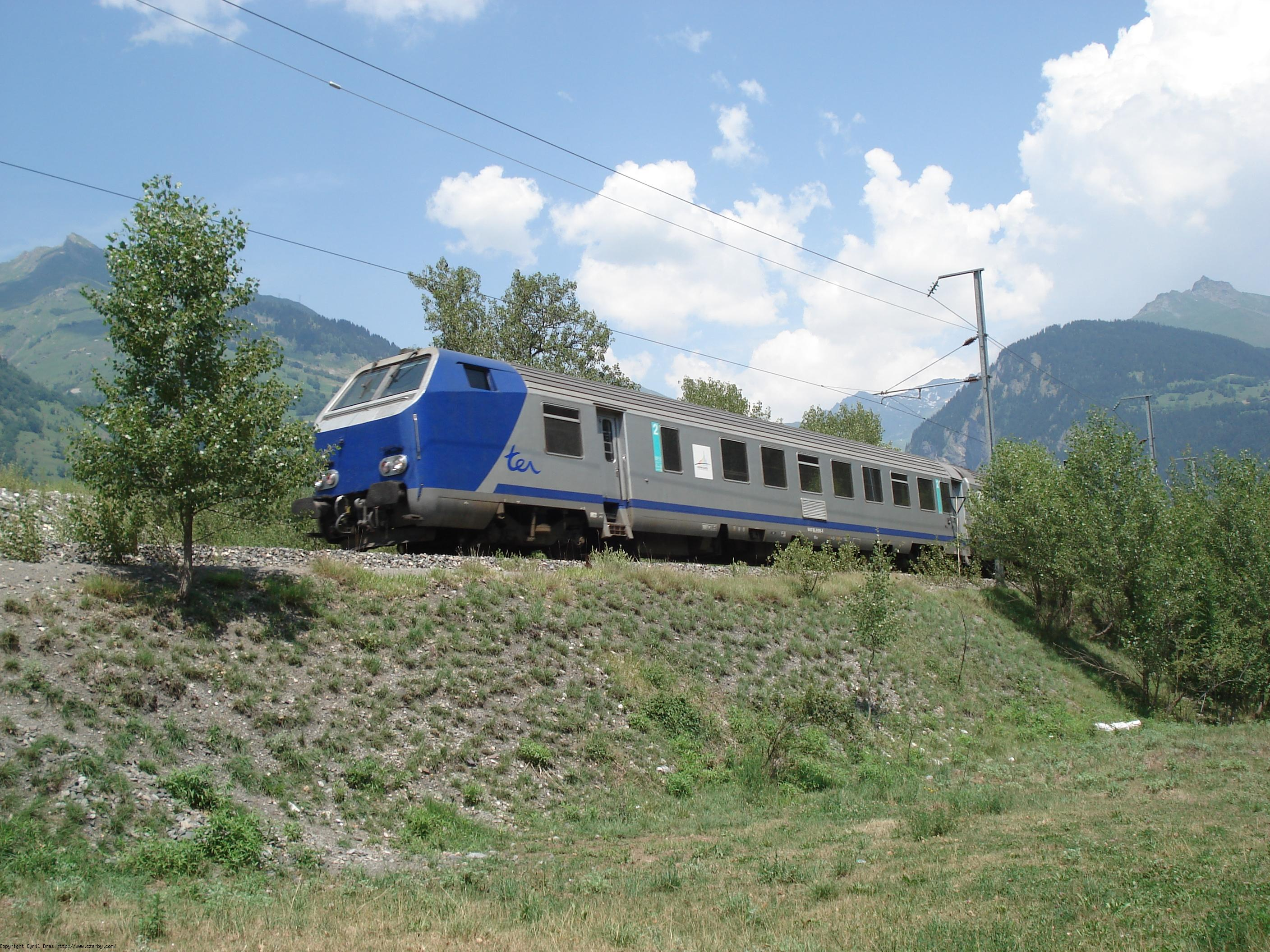
Corail-Steuerwagen im TER-Dienst

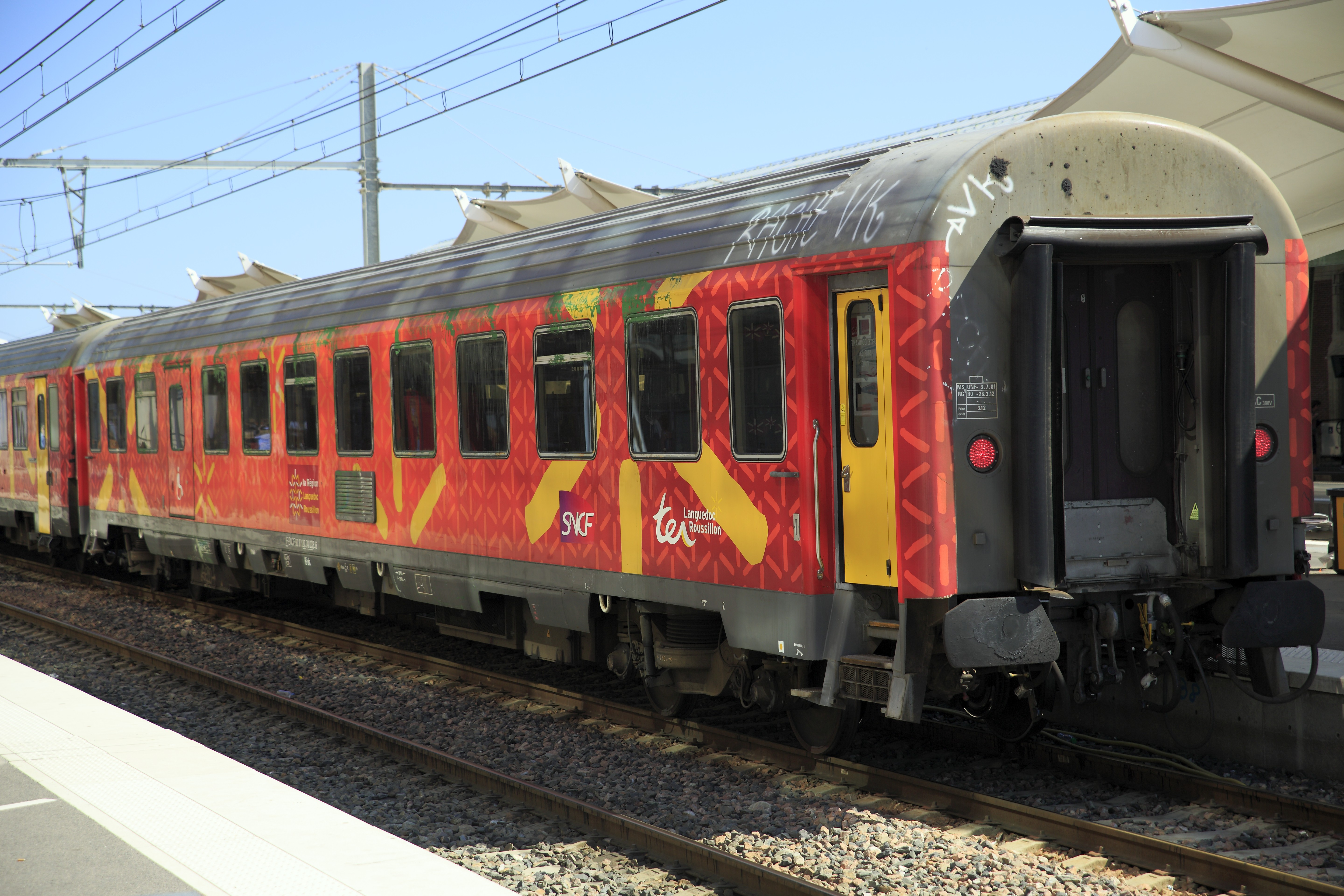
Viele Corail-Wagen befinden sich heute im TER-Dienst, hier ein Halbgepäckwagen B7uh im Anstrich der Region Languedoc-Roussillon.

Die Corail-Wagen kamen in fast allen Fernverkehrszügen in Frankreich zum Einsatz, aber auch in vielen Relationen ins Ausland (Benelux, Schweiz, Österreich, Deutschland). Ab 1987 wurden auch die neuen Eurocity-Züge damit bestückt. Anfang der 1990er Jahre kamen EC-Züge mit diesen Wagen in die neuen Bundesländer bis Leipzig und Dresden. Vereinzelt waren diese Wagen auch auf der Relation Paris–Köln über Aachen zu beobachten. Corail-Wagen fuhren in Deutschland bis Sommer 2007 bis Stuttgart(–München), hatten darüber hinaus Wien zum Ziel. Alternativ endeten Corail-Wagen auch in Frankfurt am Main über Straßburg bzw. Saarbrücken in EC-Zügen, in Wien in EN- und Schnellzügen. Bis 1994 verkehrten Corail-Liegewagen auch mit Drehgestellwechsel in Hendaye durchgehend von Paris-Austerlitz nach Madrid und Lissabon.
Durch den Wegfall dieser Relationen gibt es Corail-Wagen heute überwiegend im innerfranzösischen TER-Verkehr, der dem Regional-Express in Deutschland entspricht. Sie erhielten dafür Anstriche der jeweiligen regionalen Gebietskörperschaften. Diese Züge erreichen auf geeigneten Strecken bis zu 200 km/h (beispielsweise als TER200 zwischen Strasbourg und Basel). Viele Abteilwagen wurden dafür in Großraumwagen umgebaut. Als weiteres Einsatzgebiet ist noch der innerfranzösische Schnellzugverkehr (Intercités) verblieben, der auch weiterhin Bestand haben wird. Mit der Auslieferung neuer barrierefreier Triebzüge für TER und Intercités ist abzusehen, dass der Anteil lokbespannter Züge und damit die Zahl der benötigten Corail-Wagen in Zukunft abnimmt.

## Technische Daten

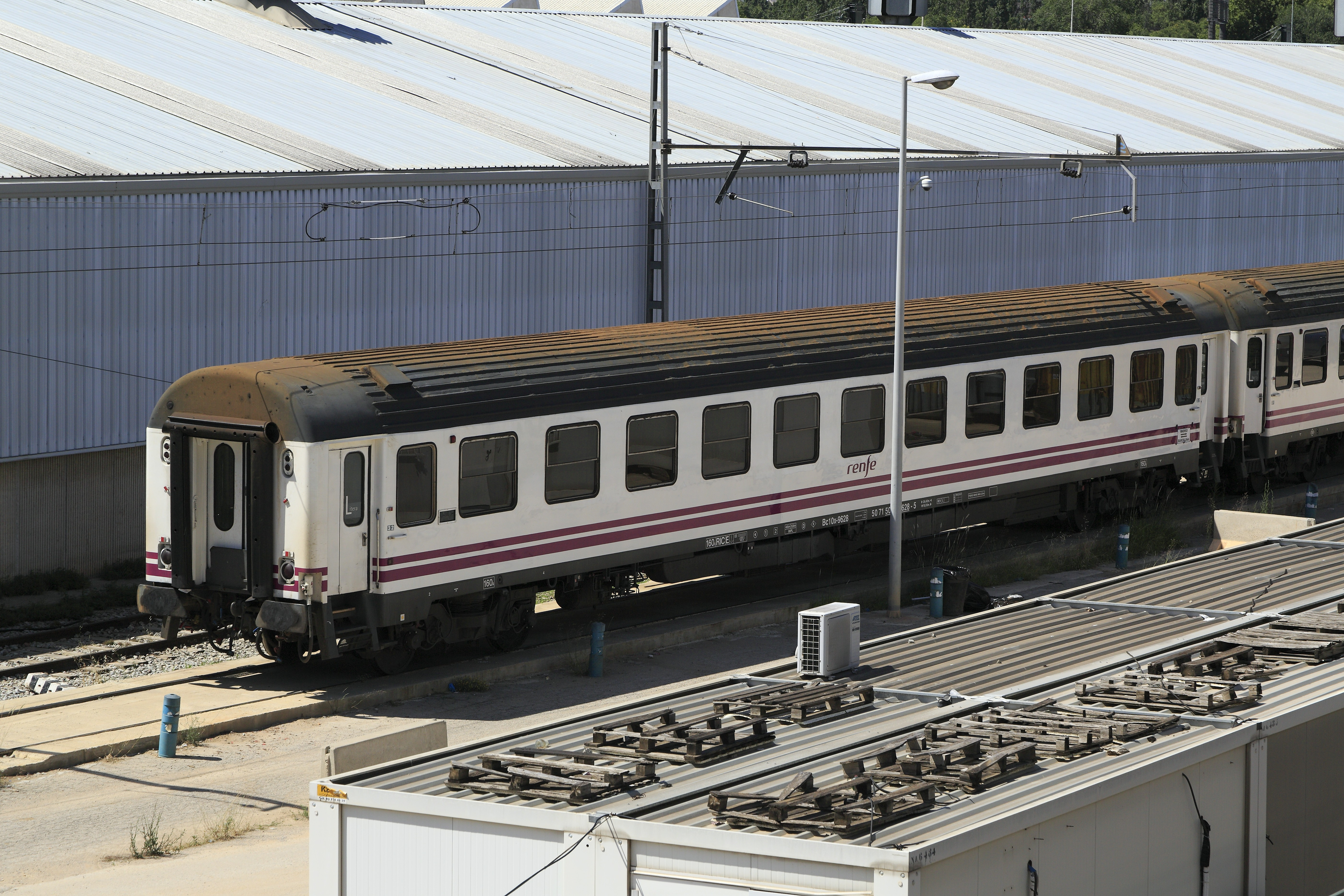
Renfe-Liegewagen Bc10x-9628, CAF-Lizenzbau

Die aus Strangpressprofilen der Stahlsorte St 52 gebauten Wagen sind 26 400 Millimeter lang und 2825 Millimeter breit (MC 76 sind 20 000 mm lang und 3000 mm breit). Sie besitzen Gummiwulst-Übergänge. Sie gehören dem UIC-Typ Z an. Die auf Drehgestellen der Bauart SNCF Y 32 (nur VSE auf FIAT-Drehgestellen) laufenden Fahrzeuge verfügen über einen Drehgestellabstand von 19 Metern (MC 76: 13 Meter). Die zulässige Höchstgeschwindigkeit beträgt je nach Typ und Bremsausrüstung 160, 180 oder 200 km/h. Das Dach verfügt über Sicken, die über den Waschkantenbereich an die Dachkante reichen, außer bei dem VSE-Typ. Die in drei Unterserien VU/VTU 75, VU/VTU 78 und VU/VTU 84 unterteilten Wagen wurden von 1975 bis 1988 hergestellt. Alle Wagen sind klimatisiert ausgeführt worden. Einige Liegewagen verfügen aber über zu öffnende Übersetzfenster. Lieferfirmen waren Alstom und Anglo-Franco-Belge. Ein auffälliges Merkmal bei allen Corail-Wagen sind die überbreiten Pufferteller, die für den Verkehr im iberischen Breitspurnetz zum Ausgleich des dort bis in die 1990er Jahre üblichen Pufferabstandes von 1950 Millimetern erforderlich waren. Sie sind noch immer vorhanden, obwohl nur die wenigsten Corail-Wagen grenzüberschreitend nach Spanien und Portugal eingesetzt wurden. In der Hauptsache betraf es Liegewagen für die Züge »Puerta del Sol« und »Sud-Express«; außerdem hatte die Renfe in den 1980ern längere Zeit französische Corail-Wagen angemietet. Die überbreiten Pufferteller gibt es auch an den Lizenzbauten für die CP und die Renfe.

## Corail-Wagen anderer Länder

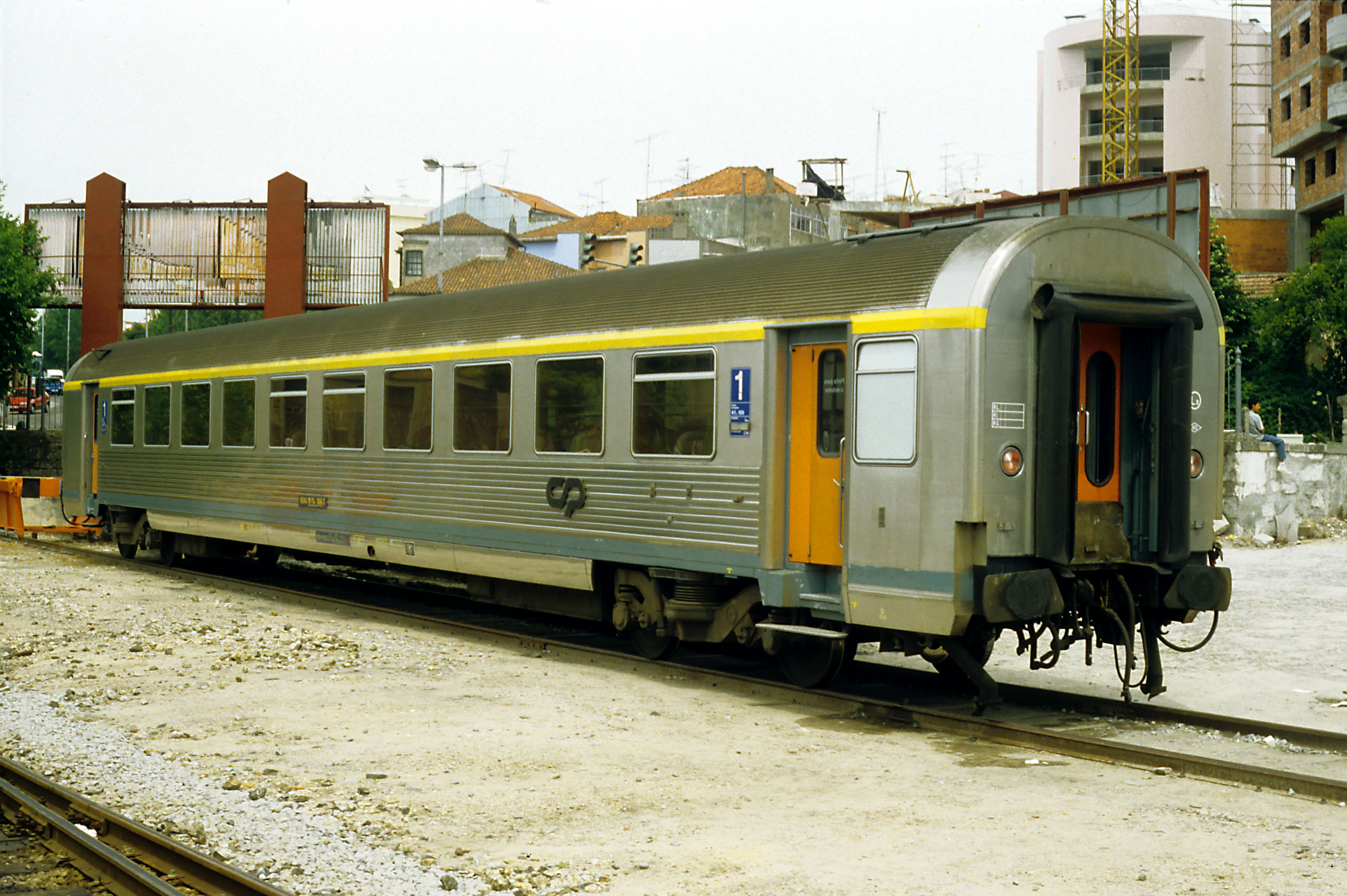
Portugiesischer Corail-Wagen

Wagen der Corail-Bauarten fahren auch in Marokko, Spanien, Rumänien und Portugal. In Portugal wurden sie ab 1985 von SOREFAME in Lizenz gebaut. Die portugiesischen Wagen erhielten abweichend von den übrigen Bauarten Wagenkästen aus rostfreiem Stahl mit gesickten Seitenwänden nach Patenten der amerikanischen Budd Company. Vorhanden sind die Bauarten B10, A10 und A5R(Bar), die im Intercity-Dienst (Intercidades) eingesetzt werden. Die Renfe ließ ihre Corail-Wagen bei CAF in Lizenz bauen; sie sind insbesondere bei der Inneneinrichtung an für diesen Hersteller typischen Teilen wie abgerundeten WC-Türklinken und an zusätzlichen Signallampen für das bei der Renfe seinerzeit noch übliche Dreilicht-Schlusssignal zu erkennen. In Spanien gab es auch Abteilwagen mit Schwenkschiebetüren.
16 Corail-Wagen befanden sich im Besitz der luxemburgischen Staatsbahn CFL. Diese stammen aus einem Ausgleichleistungsvertrag mit der SNCF bis 2008 und wurden danach sowohl auf nationalen wie auf internationalen Verbindungen eingesetzt. 2011 wurden sie nach Marokko verkauft.